# Цучія Коїцу
Цучія Коїцу (土屋光逸, 23 вересня 1870 — 1949) — митець напрямку шінханґа. 

## Біографія
Народився у місті Хамамацу, префектура Шідзуока. При народженні його ім'ям було Коїчі або Сахеї. Переїхав у Токіо у віці 15 років. Спочатку вивчав ксилографію, а потім став учнем у Кобаяші Кійочіка, у якого навчався та жив впродовж 19 років. Одними з перших робіт Цучія Коїцу були сцени Японсько-цінської війни. 
У 1931-му році познайомився з Шьодзабуро Ватанабе і почав співпрацювати з його видавництвом, де також друкувалися Кавасе Хасуї та Йошіда Хіроші. Також виконував роботи для інших видавців, серед яких Дої Садаїчі, Каваґучі, Баба Нобухіко, Танака Шьобідо і Такемура.